# Segunda Guerra Franco-Daomeana
A Segunda Guerra Franco-Daomeana ocorreu de 4 de julho de 1892 a 15 de janeiro de 1894 nos atuais departamentos de Ouémé e Zou no Benim. As tropas francesas do Coronel Alfred Dodds prevaleceram sobre as do reino Fon de Behanzin. Esta guerra marca o fim do reino do Daomé que é anexado pela França e integrado ao Império colonial francês.

## Contexto
No final do século XIX, as principais potências europeias, em primeiro lugar a França e o Reino Unido, embarcaram na corrida pela colonização. A França rapidamente estabeleceu muitas áreas de influência na África e particularmente no atual Benim. Esta era então a sede do reino do Daomé, um dos principais Estados da África Ocidental. Em 1851, um tratado de amizade foi assinado entre os dois países, permitindo que os franceses entrassem no comércio ou trouxessem missionários para o reino.
No entanto, em 1861, o pequeno reino costeiro de Porto Novo, tributário do Daomé, foi atacado por navios britânicos sob o reinado do rei Sodji. Dè Sodji solicitou e obteve proteção francesa em 1863, ato que o Daomé rejeitou. Além disso, houve outra disputa entre o reino Fon e os franceses sobre o porto de Cotonu, que a França pensava estar sob seu controle, por meio de um tratado de 1868, enquanto o Daomé ainda exercia ali seus direitos consuetudinários.

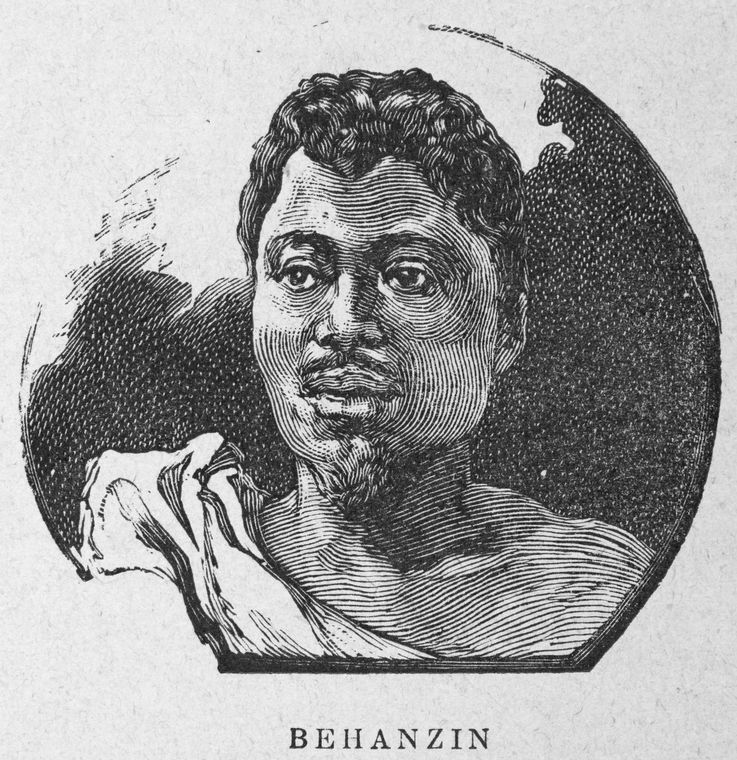
Retrato do rei Behanzin.

Em 1882, o rei de Porto Novo, Tofa (ascendeu ao trono em 1874), restabeleceu o protetorado francês. No entanto, os fons continuaram a lançar ataques ao Porto Novo. As relações entre a França e o Daomé se deterioraram até março de 1889, quando um regimento de amazonas do Daomé atacou Danko, um vilarejo localizado no vale inferior do rio Ouémé sob protetorado francês onde reinava o rei Kpèdo de Kinto (ascendeu ao trono em 1865).

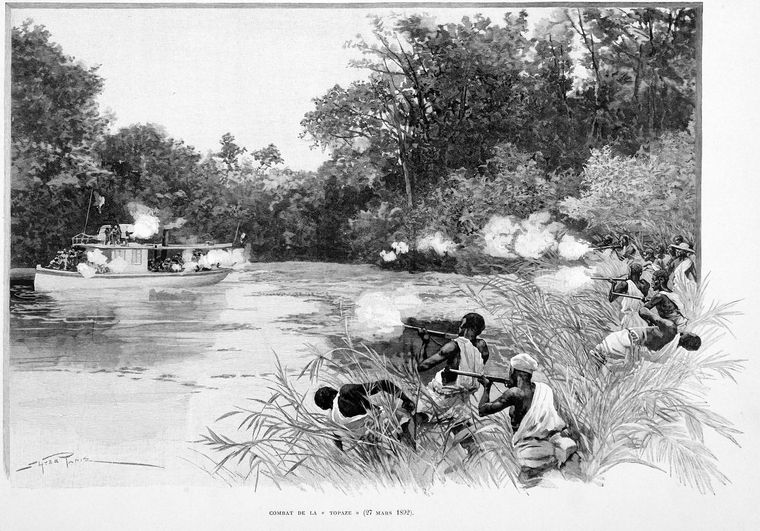
Guerreiros daomeanos disparando no La Topaze, 27 de março de 1892.

Kpèdo correu a Porto Novo para ver o governador Victor Ballot e o rei Tofa. Victor Ballot chegou a Danko em um pequeno navio de guerra, o La Topaze. Tiros foram disparados contra seu navio pelos homens de Gbèhanzin. Victor Ballot declarou guerra a Gbèhanzin. O exército francês comandado pelo General Dodds, queria conquistar a capital inimiga Abomey. O Gahou Gouchili comandava o exército daomeano e Azanmasso liderava os homens do exército do vale, sob o comando do rei Kpèdo. Combates pesados ocorreram em Dogba e Kpokissa. Apesar da bravura das amazonas, Canan foi tomada. O rei Gbèhanzin incendiou seu próprio palácio e refugiou-se no mato. O General Dodds ocupou Abomey.
O ano de 1890 foi marcado pela reação francesa e uma guerra entre a França, Kinto e Porto Novo de um lado, com Daomé do outro. Após as batalhas de Cotonu e Atchoupa, o Daomé teve que reconhecer o protetorado francês sobre Porto Novo e Kinto e ceder o porto de Cotonu à França em troca de um pagamento anual de no Tratado de Ouidah.
Nenhum dos lados, porém, acreditou na solidez dessa paz e ambos se preparam para uma nova guerra. Após os ataques dos fons no vale do Ouémé, o residente de Porto Novo, Victor Ballot, foi enviado para investigar. Seu navio foi pego em um ataque e bateu em retirada. O rei Béhanzin recusou-se a pedir desculpas e a França declarou guerra ao Daomé.

## Preparativos para a guerra

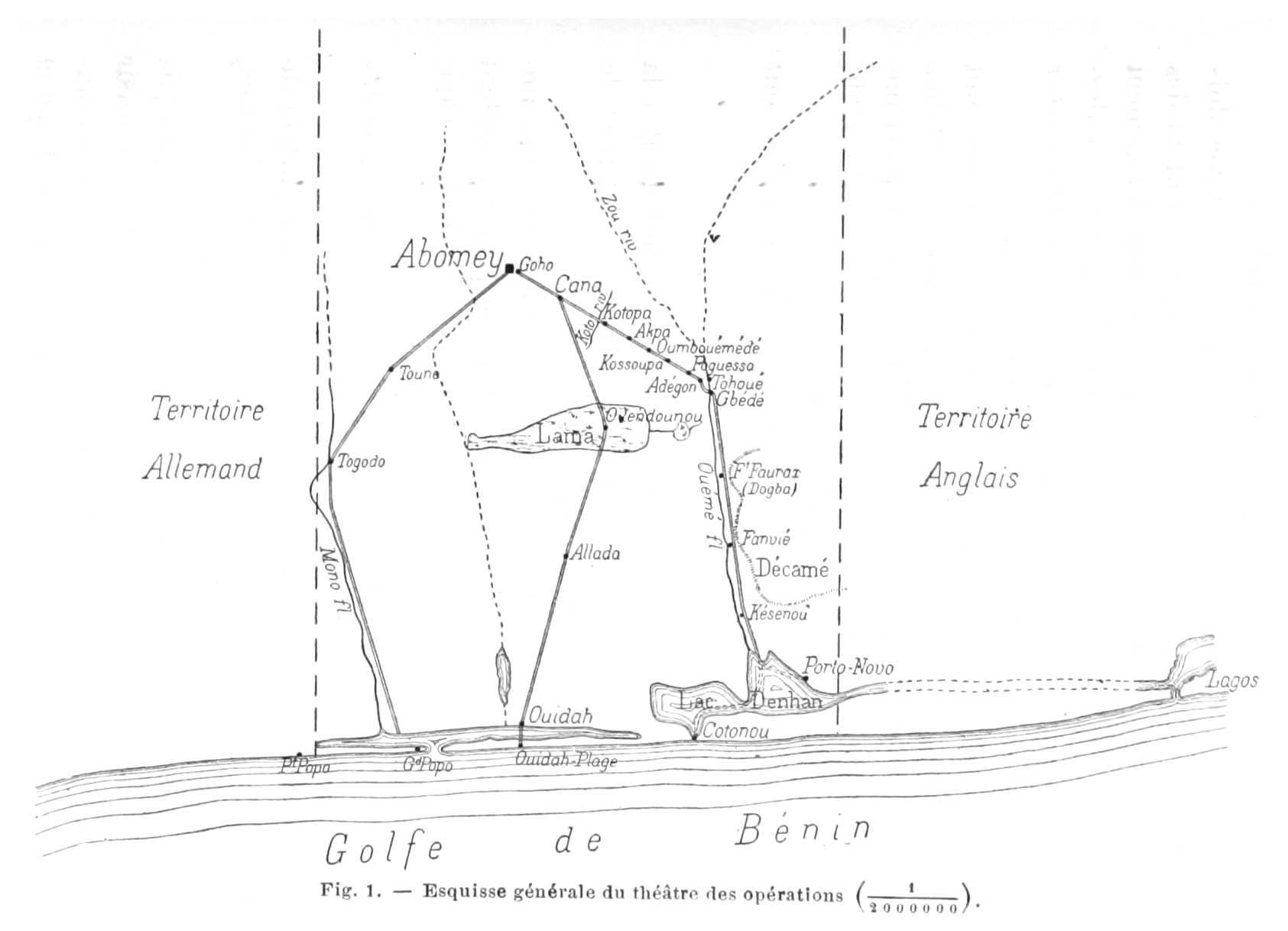
A expedição (1892).

Os franceses enviam o Coronel Dodds e 2.164 homens, incluindo legionários, escaramuçadores, engenheiros e artilharia. Esses soldados estão equipados com o novo fuzil Lebel e sua baioneta "Rosalie", que se mostra a arma mais eficaz no combate corpo-a-corpo. O reino de Porto Novo forneceu 2.600 carregadores.
Os fons do Daomé tinham de 4.000 a 6.000 fuzis, incluindo carabinas Mannlicher e Winchester comprados de mercadores alemães. Behanzin também comprou metralhadoras e canhões Krupp, mas estas armas foram mal utilizadas usadas.
Os franceses enviam o Coronel Dodds e 2.164 homens, incluindo legionários, escaramuçadores, engenheiros e artilharia. Esses soldados estão equipados com o novo fuzil Lebel e sua baioneta "Rosalie", que se mostra a arma mais eficaz no combate corpo-a-corpo. O reino de Porto Novo forneceu 2.600 carregadores.
Os fons do Daomé tinham de 4.000 a 6.000 fuzis, incluindo carabinas Mannlicher e Winchester comprados de mercadores alemães. Behanzin também comprou metralhadoras e canhões Krupp, mas estas armas foram mal utilizadas usadas.

## Começo da guerra
Em meados de junho de 1892, os franceses bloquearam a costa do Daomé para impedir novas vendas de armas. Eles desembarcaram em 4 de julho no vale inferior do rio Ouémé. Por volta de meados de agosto, eles começaram um lento avanço em direção a Abomey, a capital do Daomé.

### Batalha de Dogba
Em 19 de setembro, a coluna francesa deslocou-se para Dogba, às margens do rio Ouémé, 80km dentro do Daomé. Às 5 da manhã, um exército fon os ataca. Após cerca de três horas de combate onde os fons procuram o combate corpo-a-corpo, os legionários conseguem restabelecer a situação à ponta da baioneta, apesar de uma tentativa da massa inimiga de os subjugar. O exército daomeano recua com pesadas baixas. Perto do acampamento jazem 132 cadáveres inimigos. Mas 2 oficiais, incluindo o Comandante Faurax, foram mortos, bem como 2 legionários e 3 escaramuçadores (tirailleurs). O Capitão Battréau, comandando a 1ª companhia assume a liderança do batalhão. Uma ponte e um forte são construídos em Dogba. O forte é chamado de "Comandant Faurax".

### Batalha de Kpoguessa

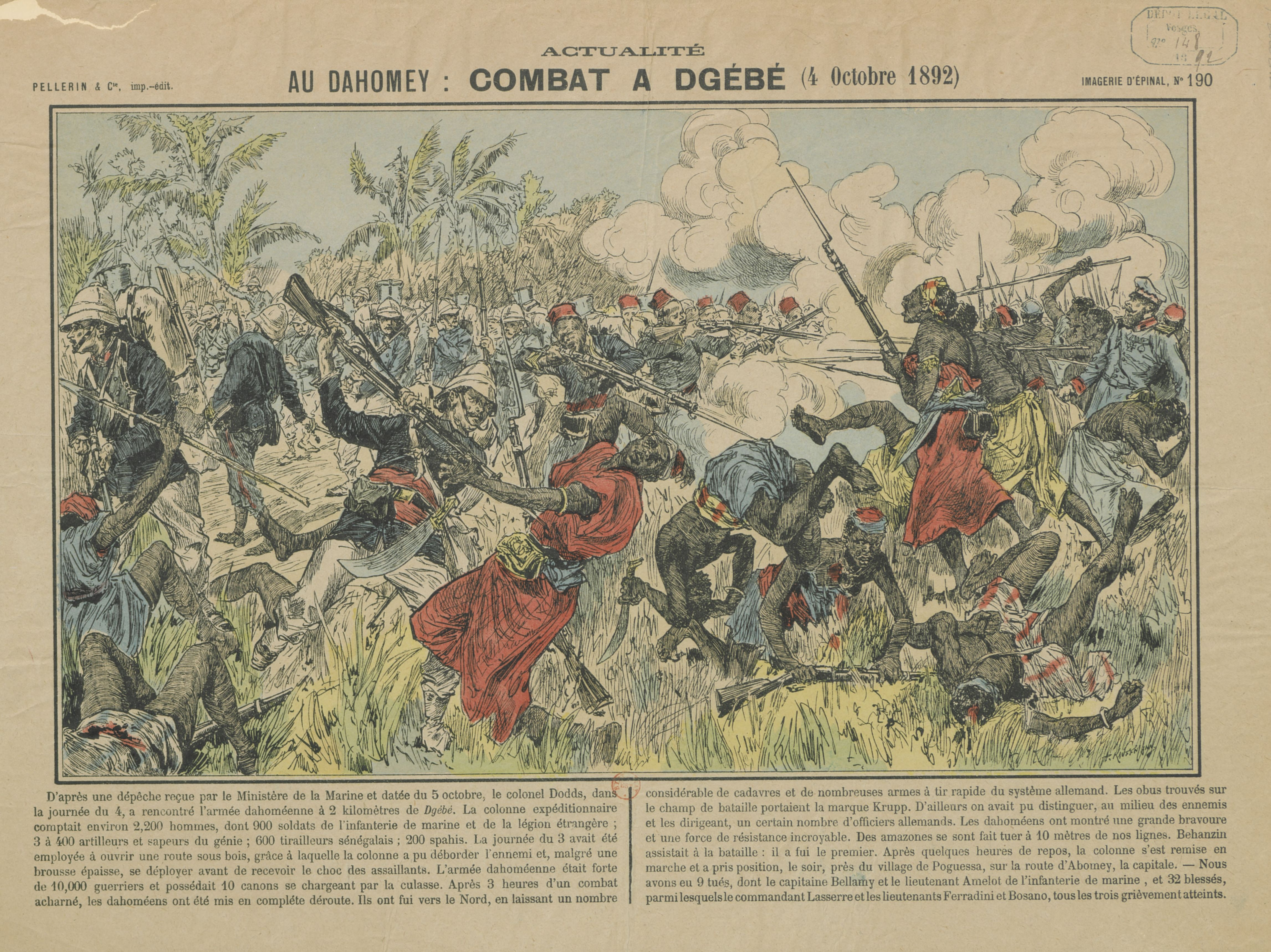
Imagem de Épinal do combate em Djègbé (4 de outubro de 1892). Os soldados franceses geralmente usavam um uniforme cáqui na campanha, em vez das jaquetas azuis de desfile. Implausivelmente, os fons estão armados com mosquetes de baioneta e estão flanqueados por um oficial alemão (à direita).
Os franceses continuam seu progresso em direção ao norte por cerca de trinta quilômetros antes de virarem para o oeste e Abomey. A coluna francesa foi atacada em 4 de outubro não muito longe de Djègbé por um exército sob o comando do rei Behanzin. Após várias investidas que são combatidas com baionetas, 2 companhias da Legião apoiando 3 companhias coloniais se deparam com 5.000 guerreiros. As canhoneiras intervêm. Os fons têm de bater em retirada. O 2º Tenente Amelot é mortalmente ferido. A batalha ainda custou à Legião a morte de um suboficial e de um legionário. O inimigo lamenta 150 mortos, incluindo 17 amazonas.
Os franceses capturam três alemães, os senhores Schultze, Püch e Weckel e um belga, o monsieur Anglis, nas fileiras do exército daomeano e os fuzilam.

## A marcha para Abomey
Após a vitória em Kpoguèssa, os franceses retomaram a marcha em direção à capital do Daomé. Os fons, por sua vez, mudaram de tática e multiplicaram as atividades de guerrilha para desacelerar a coluna Dodds. Os franceses levaram quase um mês para percorrer os últimos cinquenta quilômetros até os portões de Abomey. Até 15 de outubro, durante o avanço, a Legião perdeu sucessivamente os tenentes Farail, Cornetto, Kieffer, d'Urbal e o Capitão Battreau que ficaram feridos. A mordida do oponente não vacila. O comboio está continuamente sob ataque.

### Batalha de Adegon
A batalha decisiva da guerra ocorreu em 6 de outubro de 1892 na vila de Adégon. Os fons atacam os franceses novamente, mas são massacrados. 503 soldados fon são mortos e o famoso corpo das amazonas do Daomé é destruído lá. Em comparação, os franceses têm apenas 6 mortos e 32 feridos.

### Cerco de Akpa

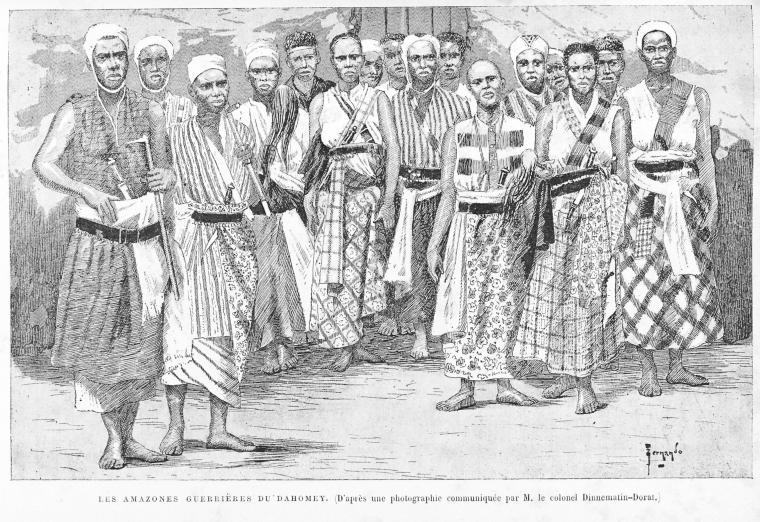
"As amazonas do Daomé" (1890).

Em 15 de outubro, enquanto os franceses acampam a cerca de trinta quilômetros da capital, para reorganizar suas forças e aguardar reforços. Os fons conseguem bloqueá-los na aldeia de Akpa. Com ataques diários e um corpo de amazonas recém-reconstituído, eles mantiveram os franceses fora da aldeia até que os suprimentos chegassem. Os reforços chegaram no dia 20 de outubro, comandados pelo Chef de bataillon Audéoud. Depois de receber os parlamentares de Behanzin e enfrentar sua falta de boa fé, o Coronel Dodds retomou a marcha em 25 de outubro. No dia 26, os franceses romperam as linhas fons e retomaram o avanço.

### 26 e 27 de outubro de 1892
Durante estes dois dias, a coluna francesa tomou as trincheiras fons graças a várias cargas de baioneta. Diante das perdas, os fons são obrigados a libertar prisioneiros e incorporar escravos para reabastecer seu exército.

### Batalha de Caná
De 2 a 4 de novembro, os exércitos francês e fon se enfrentaram em vários confrontos. Behanzin e cerca de 1.500 homens tentaram um ataque direto ao acampamento francês em 3 de novembro, mas foram repelidos após quatro horas de batalha. No dia seguinte, os franceses, mais numerosos, tomaram o palácio real de Diokoué após um dia inteiro de combate e uma carga final de baioneta.

## Fim da guerra

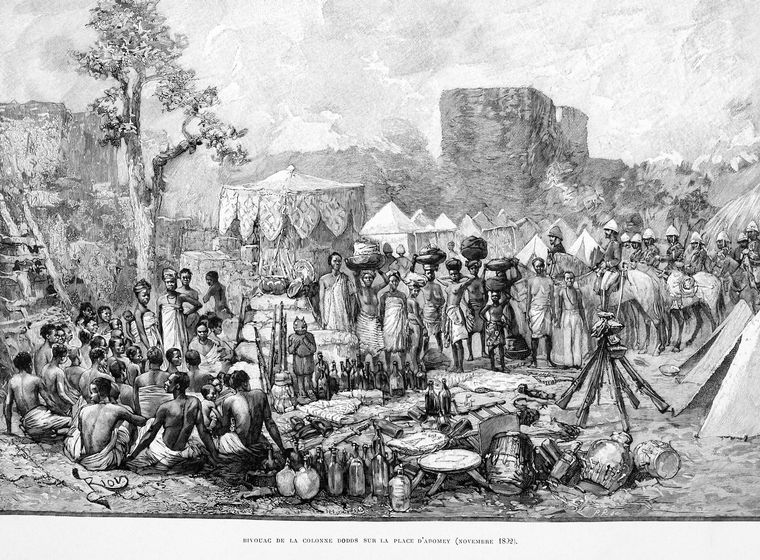
Bivaque da coluna Dodds no palácio de Abomey (novembro de 1892).

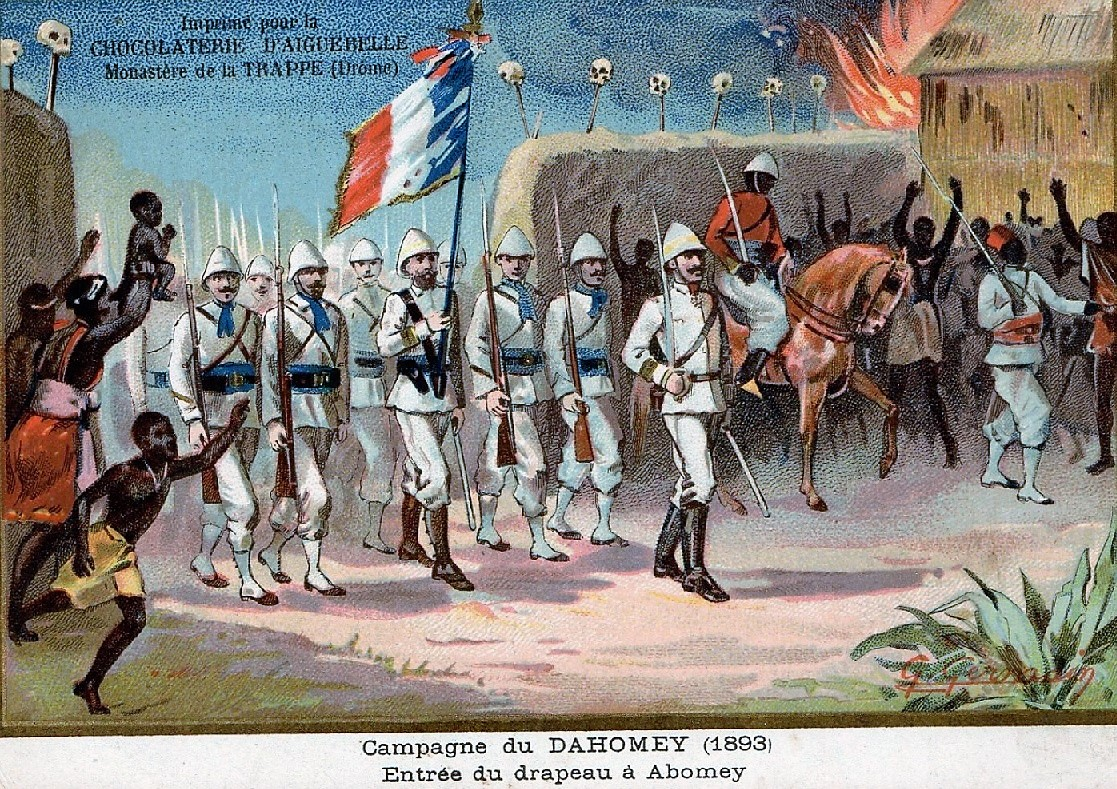
A coluna Dodds (1893) - Entrada da bandeira em Abomey.

Em 5 de novembro, o rei Behanzin enviou uma missão de paz aos franceses. A missão falha e a coluna francesa, que entrou em Caná no dia 6, parte para Abomey. No dia 16, a cidade foi abandonada e incendiada pelos fons antes que a coluna Dodds entrasse nela em 17 de novembro de 1892.
Apesar de sua bravura, Béhanzin abandona sua capital em chamas. De 18 a 28, o Coronel Dodds lançou reconhecimento e uma guarnição foi deixada em Goho criando um posto com 3 companhias nativas e uma companhia da Legião. O resto da coluna dirige-se a Porto Novo para se recuperar e aguardar reforços da França continental.

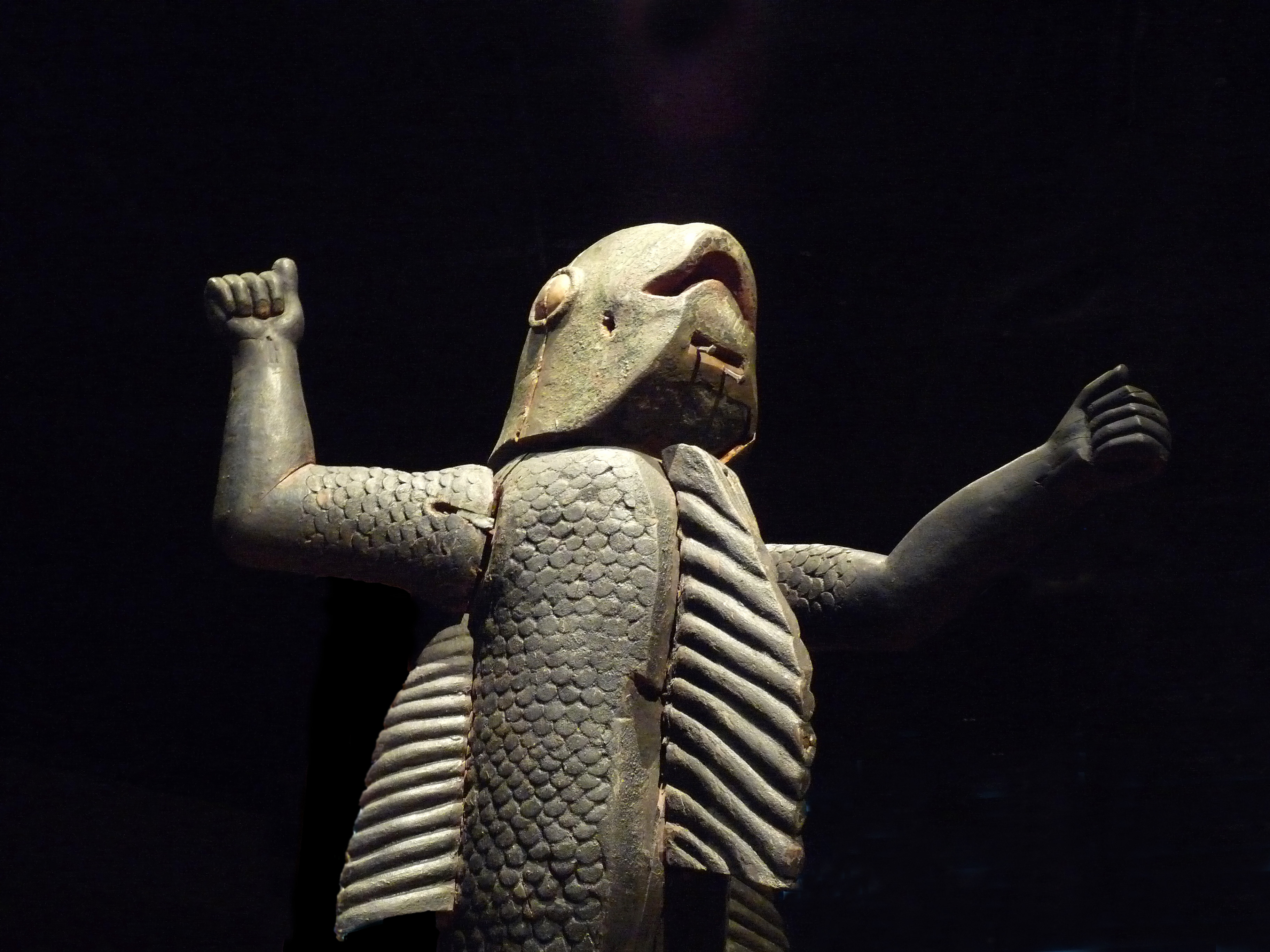
Estátua do rei Behanzin como homem-tubarão.

O Tenente-Coronel Mauduit do 2e RE, à frente de 4 oficiais e 150 legionários do 2e RE, desembarcou em Cotonu e rendeu as 3ª e 4ª companhias, bem como 143 legionários, doentes ou feridos. Estes últimos embarcam para a Argélia no Thibete em 4 de dezembro de 1892, no Pélion em 19 de janeiro de 1893 e no Mytho em 23 de março. O Tenente-Coronel Mauduit assumiu o comando de um regimento de marcha (unidade ad hoc), formado pelo batalhão da Legião de 2 companhias e um batalhão africano, que também chegou como reforço.
O Tenente-Coronel Mauduit do 2e RE, à frente de 4 oficiais e 150 legionários do 2e RE, desembarcou em Cotonu e rendeu as 3ª e 4ª companhias, bem como 143 legionários, doentes ou feridos. Estes últimos embarcam para a Argélia no Thibete em 4 de dezembro de 1892, no Pélion em 19 de janeiro de 1893 e no Mytho em 23 de março. O Tenente-Coronel Mauduit assumiu o comando de um regimento de marcha (unidade ad hoc), formado pelo batalhão da Legião de 2 companhias e um batalhão africano, que também chegou como reforço.
Sob o comando do novíssimo General Dodds, uma segunda expedição, com 12 companhias totalizando 3.000 homens, foi lançada em 30 de agosto de 1893 para capturar Behanzin. Ocupou Zagnanado em 7 de novembro, depois marchou sobre Paouignan e Atchérigbé para cortar a rota do rei derrotado. A 2ª seção da 1ª companhia da Legião, comandada pelo Tenente Odry, descobre um esconderijo de 75 caixas e  representando 92.000 cartuchos. Esta munição é destruída. A caçada humana dura 3 meses.
A era da conquista terminará em breve também no Daomé, onde a campanha, retomada há dois meses pelo General Dodds, está a ponto de dar resultados definitivos. Já os principais chefes daomeanos se submeteram incondicionalmente e entregaram a maior parte das armas à disposição do rei Behanzin. Este, que há algumas semanas nos tentara divertir com o envio de uma "embaixada" à qual o Presidente da República e os ministros com razão se abstiveram de dar audiência, é hoje caçado pelas quatro colunas, fortes de 1.800 combatentes, que partiram de Agonlin e convergem para Atchérigbé, cinqüenta quilômetros ao norte de Abomey. Seja qual for o destino reservado ao antigo rei do Daomé - suicídio, fuga, captura pelas nossas tropas ou submissão voluntária - podemos agora considerar Béhanzin como uma quantidade insignificante, neste país onde estabelecemos nosso protetorado, e onde o povo daomeano, que nunca teve homogeneidade etnográfica, não poderá mais se reconstituir como Estado político.— Chronique de la Revue des deux-Mondes, 1893, p. 953.
Em 15 de janeiro de 1894, Behanzin cercado, rendeu-se e foi exilado na Martinica. Os franceses nomearam seu irmão Gouchili como rei do Daomé.

## Condecoração

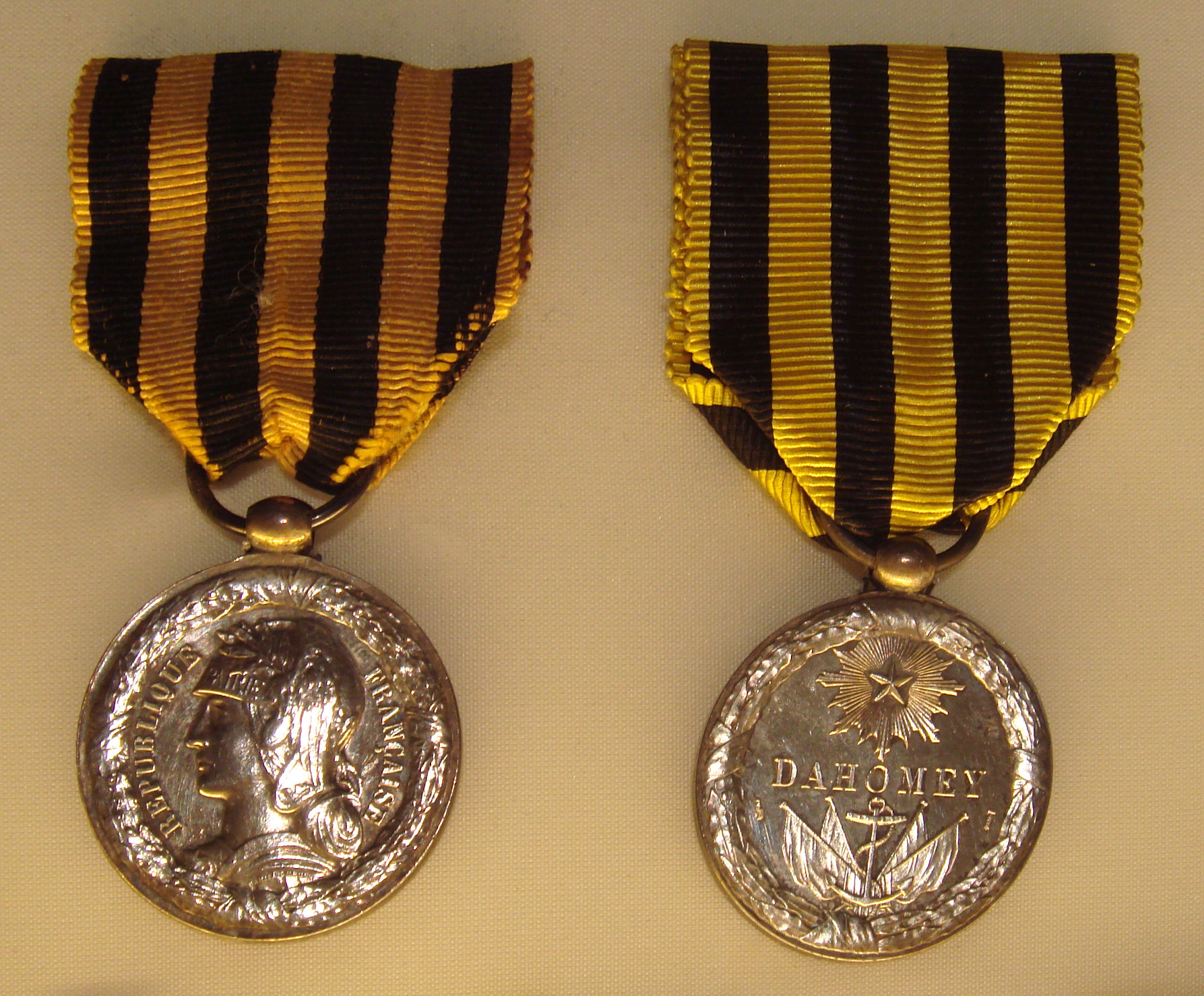
Medalha Comemorativa da Expedição do Daomé.

Uma medalha comemorativa da campanha foi criada em XX, com uma fita em amarelo listrada com preto e traz na face a efígie da República Francesa, com as palavras República Francesa e no reverso, sob uma estrela radiante, a palavra "Dahomey" (Daomé). Além disso, DAHOMEY 1892 ou ABOMEY 1893 estão inscritos na bandeira dos regimentos mencionados durante esta campanha.